# Ecuadorianische Fußballnationalmannschaft der Frauen
Die ecuadorianische Fußballnationalmannschaft der Frauen repräsentiert Ecuador im internationalen Frauenfußball. Die Nationalmannschaft ist dem Fußballverband von Ecuador unterstellt und wird von Garis Estupinan trainiert. Die Auswahl nahm an fünf der bisher ausgetragenen CONMEBOL Südamerikameisterschaften teil, wobei der vierte Platz 1998 der bisher größte Erfolg war. An einer Weltmeisterschaft bzw. an den Olympischen Spielen hat die Auswahl von Ecuador bisher noch nicht teilgenommen. Bisher spielte Ecuador nur gegen Mannschaften der CONMEBOL und CONCACAF. Bei der Heim-Copa 2010 schied Ecuador nur auf Grund des schlechteren Torverhältnisses gegenüber Argentinien und Chile in der Vorrunde aus. Vier Jahre später erreichte die Mannschaft bei der wieder in Ecuador durchgeführten Meisterschaft den dritten Platz, qualifizierte sich damit für die Playoffs gegen einen CONCACAF-Vertreter und konnte sich am 2. Dezember 2014 durch ein Last-Minute-Goal gegen Trinidad & Tobago erstmals für die WM-Endrunde qualifizieren. Trainerin Vanessa Arauz Leon, schrieb dabei als jüngste Trainerin, bei einer Frauenfußball-Weltmeisterschaft, im Alter von nur 26 Jahren, WM-Geschichte.

## Turnierbilanz

### Weltmeisterschaft
| - 1991: nicht teilgenommen - 1995: nicht qualifiziert - 1999: nicht qualifiziert - 2003: nicht qualifiziert - 2007: nicht qualifiziert | - 2011: nicht qualifiziert - 2015: Vorrunde - 2019: nicht qualifiziert - 2023: nicht qualifiziert |

### Südamerikameisterschaft
| - 1991: nicht teilgenommen - 1995: Vorrunde (Vierte von fünf Mannschaften) - 1998: Vierte - 2003: Vorrunde - 2006: Vorrunde | - 2010: Vorrunde - 2014: Dritte - 2018: Vorrunde - 2022: Vorrunde - 2025: Vorrunde |

### Olympische Spiele
| - 1996: nicht qualifiziert - 2000: nicht qualifiziert - 2004: nicht qualifiziert - 2008: nicht qualifiziert - 2012: nicht qualifiziert | - 2016: nicht qualifiziert - 2020: nicht qualifiziert - 2024: nicht qualifiziert - 2028: nicht qualifiziert |

### Panamerikanische Spiele
Die ecuadorianische Mannschaft nahm 2007 und 2015 am Frauen-Fußballturnier der Panamerikanischen Spiele teil.
| - 1999: nicht teilgenommen - 2003: nicht teilgenommen - 2007: Vorrunde - 2011: nicht teilgenommen | - 2015: Vorrunde - 2019: nicht qualifiziert - 2023: nicht qualifiziert - 2027: nicht qualifiziert |

## Länderspiele gegen deutschsprachige Länder
Bei der WM 2015 traf Ecuador am 12. Juni 2015, in Vancouver auf die Schweiz und damit erstmals auf eine Mannschaft aus dem deutschen Sprachraum. Das Spiel wurde mit 1:10 verloren.